# Sigma Canis Majoris
Sigma Canis Majoris (σ CMa, Nganurganity) – gwiazda w gwiazdozbiorze Wielkiego Psa. Jest odległa od Słońca o około 1121 lat świetlnych.

## Nazwa
Gwiazda nie ma nazwy własnej w tradycji arabskiej i europejskiej, ale Aborygeni australijscy z ludów Boorong i Wotjobaluk znają ją pod nazwą Nganurganity. Sąsiednie, jaśniejsze Adara i Wezen są żonami Nganurganity. Takie nietypowe przyporządkowanie gwiazd pod względem jasności może być odbiciem zmienności blasku, a nazwa może wywodzić się z czasu, kiedy Sigma Canis Majoris była jaśniejsza od sąsiadek. Międzynarodowa Unia Astronomiczna (IAU) w 2017 roku formalnie zatwierdziła użycie nazwy Nganurganity dla określenia tej gwiazdy; nazwa ta została zapisana w języku angielskim w 1861 roku jako Unurgunite i początkowo w takiej formie znalazła się w katalogu gwiazd IAU, zanim ją skorygowano.

## Charakterystyka
Jest to czerwony nadolbrzym dawniej zaliczany do typu widmowego K, obecnie uznawany raczej za przedstawiciela typu widmowego M1,5. Jego jasność jest 23 300 razy większa od jasności Słońca, a temperatura to około 3750 K. Promień tej gwiazdy jest 360 razy większy niż promień Słońca (około 1,7 au), gdyby umieścić ją w centrum Układu Słonecznego, sięgałaby poza orbitę Marsa. Jest to gwiazda zmienna, jej jasność zmienia się nieregularnie o około 10%. Masa tej gwiazdy to około 12 mas Słońca, około 17 milionów lat temu rozpoczęła życie na ciągu głównym jako błękitna przedstawicielka typu widmowego B0,5. Od 0,3 do 1,5 miliona lat temu zakończyła ona etap syntezy wodoru w hel w jądrze, a wiatr gwiazdowy doprowadził jak dotąd do utraty około 0,5 M☉. Gwiazda o tak dużej masie prawdopodobnie zakończy życie jako supernowa.
Chociaż została zaliczona do asocjacji Collinder 121, podobnie jak Wezen i ο¹ CMa, to jej inny ruch własny i mniejsza odległość wskazują, że nie jest jej członkiem. Sigma Canis Majoris ma optycznego towarzysza o obserwowanej wielkości gwiazdowej 14,2m odległego o 10 sekund kątowych (pomiar z 1950 roku); wzajemny ruch gwiazd wskazuje, że nie są one związane grawitacyjnie.